# غيزموندو
غيزموندو (بالإنجليزية: Gizmondo)‏ ، هي لعبة فيديو إلكترونية محمولة والتي أنتجها شركة تايغر تيلماكس السويدية ، صدرت في السوق سنة 2005م ،وأعلن حلها سنة 2006م بمجموع 25 ألف نسخة في السوق العالمية.